# Base excision repair
Base excision repair (BER) är en reparationsmekanism inom cellen som reparerar skadat DNA.
DNA är normalt uppbyggt i en dubbelsträngad spiral, en helix, där de två strängarna hålls samman av komplementära kvävebaser. När DNA:t i cellen kopieras i en process kallad DNA-replikation kan det ibland bli fel, och två DNA-baser som inte är komplementära matchas ihop. Detta kallas för ett basparnings-fel, och Base excision repair är en mekanism för att hitta och reparera sådana fel. 
Att reparera ett basparnings-fel kräver ett antal separata steg. När basparnings-felet uppstår kan det inledningsvis kännas igen av enzymet DNA-glykosylas som också i sådana fall kan avlägsna den felaktigt påbyggda kvävebasen. Den felplacerade kvävebasen avlägsnas genom att bindningen mellan kvävebas och DNA:ts sockerdel, den så kallade glykosidbindningen, bryts av enzymet och det uppkommer en så kallad AP-site. En AP-site är ett område i DNA som borde ha, men som saknar någon sorts kvävebas. Denna tomma site kan i sin tur kännas igen av ett annat enzym, närmare bestämt AP-endonukleas, vars funktion är att klippa av DNA-strängen i närheten av AP-siten. Den avklippta delen, en sockerfosfat, bortforslas i sin tur av enzymet deoxyribosfosfodiesteras. Genom avlägsnandet av den felaktiga basen, och bortklippandet av sockerfosfat-delen har nu alla förutsättningar skapats för att det DNA-byggande enzymet DNA-polymeras β ska kunna bygga på nya korrekta baser. När byggandet är klart så lagas avslutningsvis brottet i DNA-strängen orsakat av AP-endonukleaset av enzymet DNA-ligas.